# Saint-Germain-Nuelles
Saint-Germain-Nuelles är en kommun i departementet Rhône i regionen Auvergne-Rhône-Alpes i östra Frankrike. Kommunen ligger i kantonen Le Bois-d'Oingt som tillhör arrondissementet Villefranche-sur-Saône. År 2017 hade Saint-Germain-Nuelles 2 265 invånare.
Kommunen bildades den 1 januari 2013, då kommunerna Saint-Germain-sur-l'Arbresle och Nuelles gick samman. Kommunens huvudort är Saint-Germain-sur-l'Arbresle.